# José Berdié Places
José Berdié Places, de vegades escrit com Verdier o Verdié, (Tamarit de Llitera, 1887 - Barcelona, 31 de gener de 1931) fou un futbolista de la Franja de les dècades de 1900 i 1910.

## Trajectòria
Començà a destacar al Club Ibèric l'any 1904. L'any 1906 defensa els colors del FC X, on juga fins a 1909, quan el club es converteix en RCD Espanyol. Continuà la seva carrera a l'Espanyol fins a 1911, en què fitxà pel FC Barcelona. Al Barça romangué tres temporades. Assolí un brillant palmarès, amb tres campionats de Catalunya, dos d'Espanya i dues Copes dels Pirineus. Va disputar tres partits amb la selecció catalana l'any 1910.

## Palmarès
- Campionat de Catalunya de futbol:
  - 1906-07, 1907-08, 1912-13
- Copa espanyola:
  - 1911-12, 1912-13
- Copa dels Pirineus:
  - 1911-12, 1912-13